# 宮小路康文

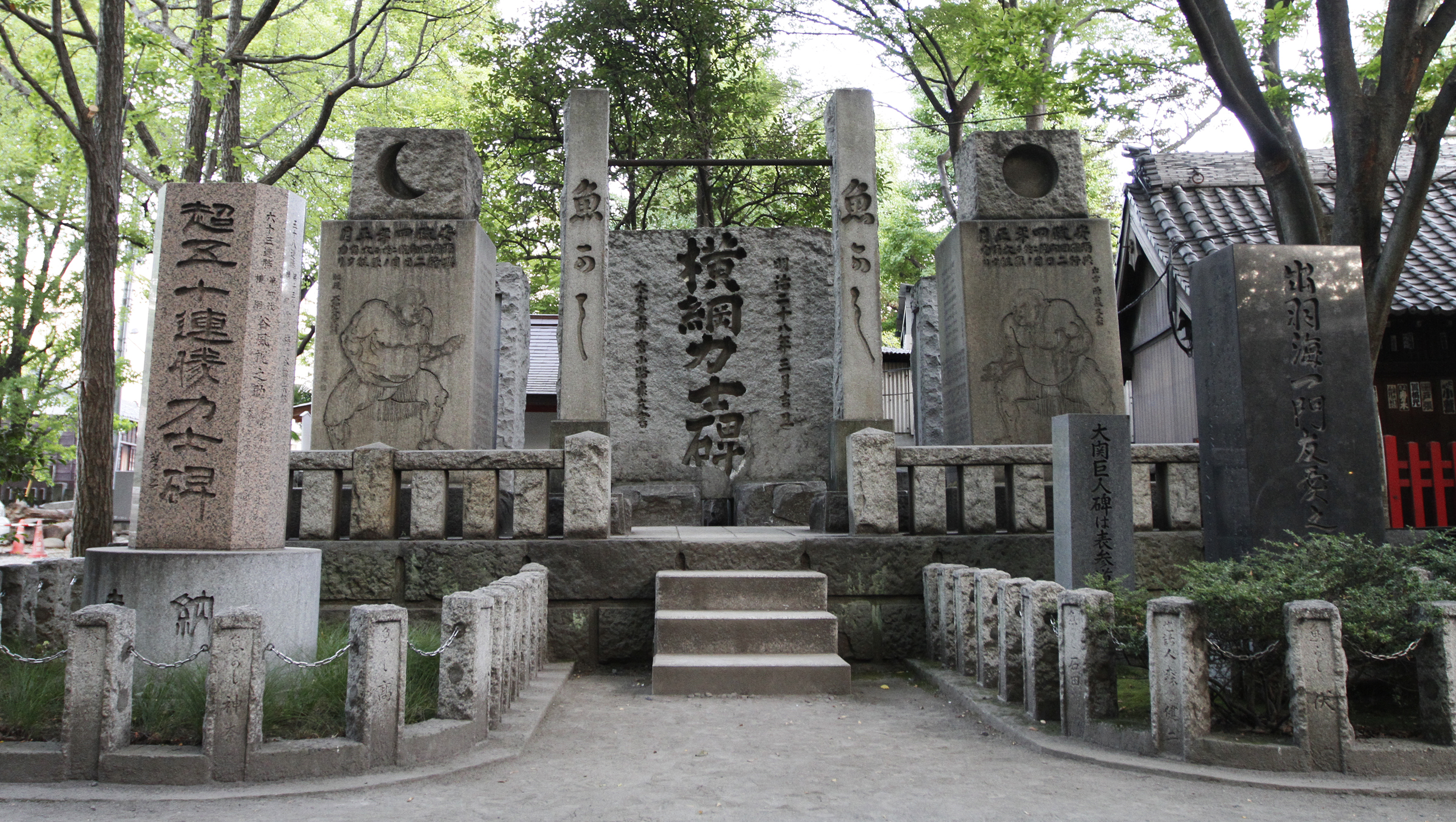
写真中央が横綱力士碑

宮小路 康文（みやのこうじ やすふみ、文政9年（1826年） - 明治32年（1899年）は、江戸時代後期の天台宗僧侶、明治時代の 書家。
僧名は仙賀、書家として浩潮、古梅を名乗る。

## 略歴
文政9年（1826年）、医師・森下春台の長男として生まれる。12歳の時に太宰府天満宮の社家六度寺で受戒を授けられ、仙賀を名乗る。
比叡山 延暦寺で修行し、弘化2年（1843年）に延暦寺から法橋上人位に任じられる。
嘉永2年（1847年）には 権大僧都に任じられ、嘉永5年（1850年）に大宰府へ戻り六度寺の住職となる。
明治維新により成立した 神仏分離令により六度寺が廃寺になったため還俗すると、空海の書法を極めた能書家として活躍、
明治23年（1890年）に帝国議会が開設されると伊藤博文の命で国会議事堂の扁額を揮毫する。
明治28年（1895年）の平安遷都千百年記念として平安神宮が創建されると、下命で應天門の扁額を揮毫する。また、富岡八幡宮の横綱力士碑も揮毫した。